# Hünselburg
Die Hünselburg nahe Nieder-Werbe im nordhessischen Landkreis Waldeck-Frankenberg (Deutschland) ist der Burgstall einer Höhenburg, von der noch Wall- und Grabenreste vorhanden sind und die als Kulturdenkmal ausgewiesen ist.

## Geographische Lage

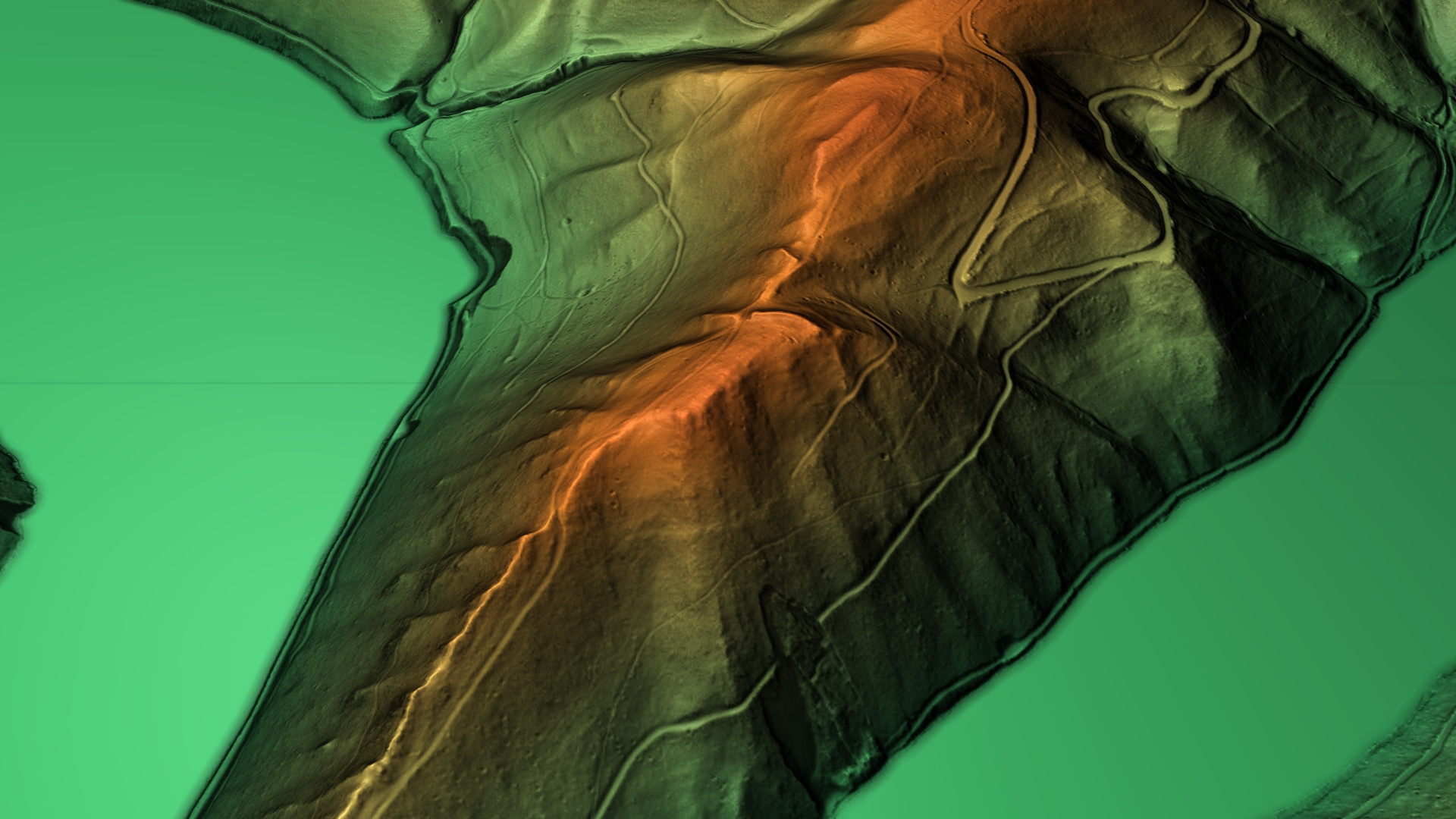
Digitales Geländerelief

Die einstige Hünselburg befindet sich im zum Kellerwald zählenden Naturraum „Ederseetrog“ im Nordteil des Nationalparks Kellerwald-Edersee, 4,3 km südwestlich des Waldecker Stadtteils Nieder-Werbe und 2,4 km südöstlich des Vöhler Gemeindeteils Asel, in deren beider Gemarkungen sie teilweise liegt, sowie 2,8 km (jeweils Luftlinie) südsüdwestlich des Vöhler Gemeindeteils Basdorf. Sie liegt auf und rund um den Gipfel des Lindenbergs (376 m ü. NHN; auch mit 368 m Höhe angegeben), einem schmalen, nach Westen und Osten steil abfallenden, klippenreichen Bergsporn, der bei genügend hohem Wasserstand westlich, südlich und östlich vom Edersee umspült ist. Bei Vollstau erhebt sich diese Gipfellage zwischen den Eder-Flusskilometern 62,5 im Westen und 60,0 im Osten rund 131 m über die Wasseroberfläche (244,97 m).

## Geschichte und Anlage

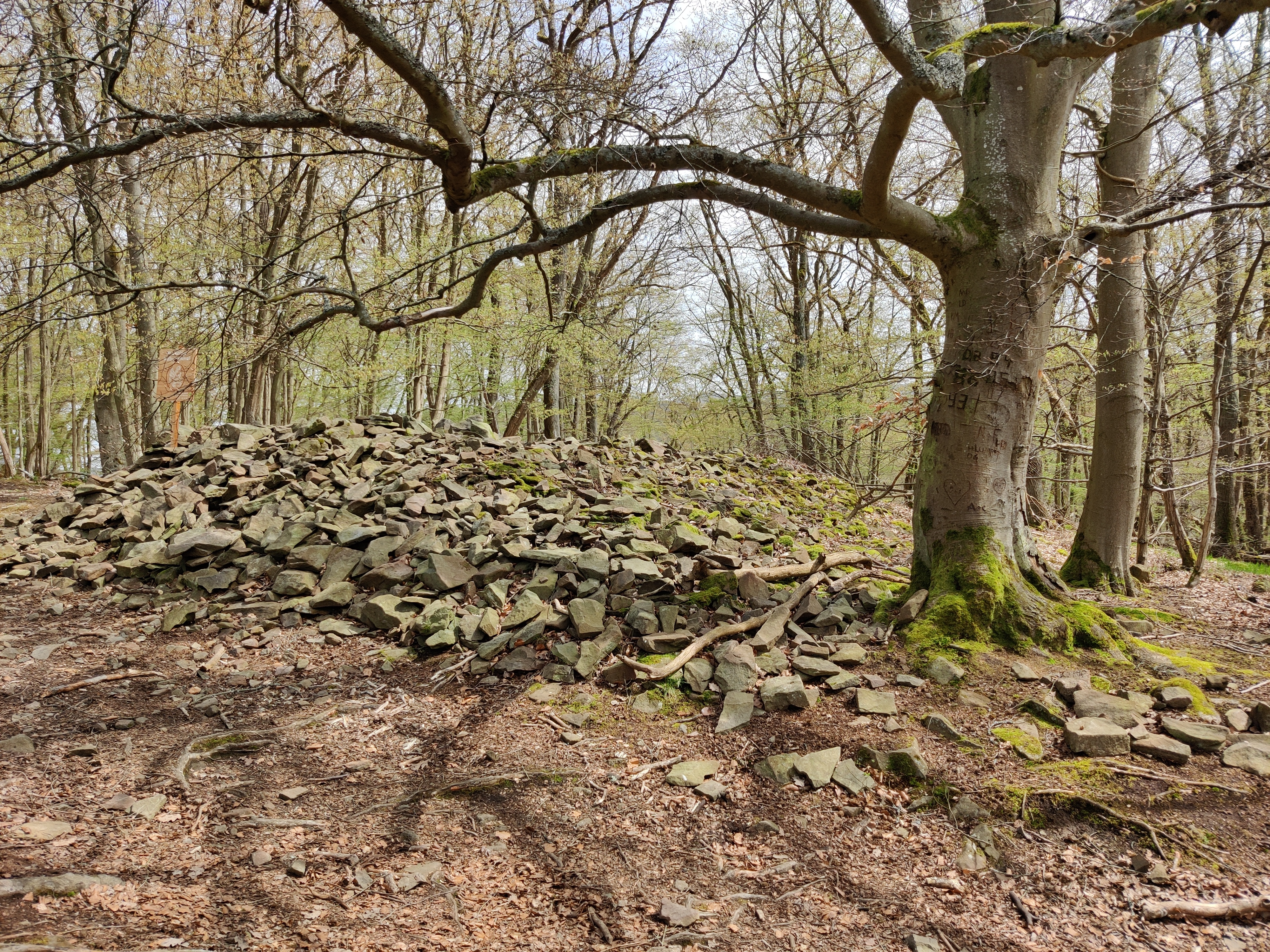
Südlicher Wall

Die mehrteilige Anlage, von der nur noch Wall- und Grabenreste vorhanden sind, war eine keltische Fliehburg aus der Frühlatènezeit, wie Scherben- und Glasperlenfunde bezeugen. Drei auffällig weit, etwa 500 m, voneinander entfernt liegende starke Wälle riegelten den Bergsporn nach Norden ab, nach Süden sind noch mindestens zwei Abschnittswälle nachzuweisen. Die beiden innersten Wälle sind dabei jeweils die besterhaltenen.
Etwa 6,2 km (Luftlinie) westnordwestlich liegen bei Herzhausen die Reste der Höckelsburg, vermutlich auch eine keltische Anlage, deren Entstehung aber teilweise bis in die Eisenzeit datiert wird.

## Naturschutzgebiet Hünselburg
Die Südteile der in den Edersee ragenden Landzunge des Lindenbergs sind seit 1977 als 40 oder 41,7 Hektar großes Naturschutzgebiet Hünselburg (CDDA-Nr. 81962) ausgewiesen. Ursprünglicher Anlass für die Ausweisung war eine (inzwischen aufgegebene) Graureiherkolonie. Heute gilt die Aufmerksamkeit den national bedeutsamen naturnahen Waldbeständen sowie dem Prozessschutz.

## Wandern
Um den Sporn des Lindenbergs führt entlang dem Edersee-Nordufer ein Abschnitt des Rundwanderweges Urwaldsteig Edersee (Länge 68 km), von dem Stichwege zur Burgstelle ansteigen.

## Galerie

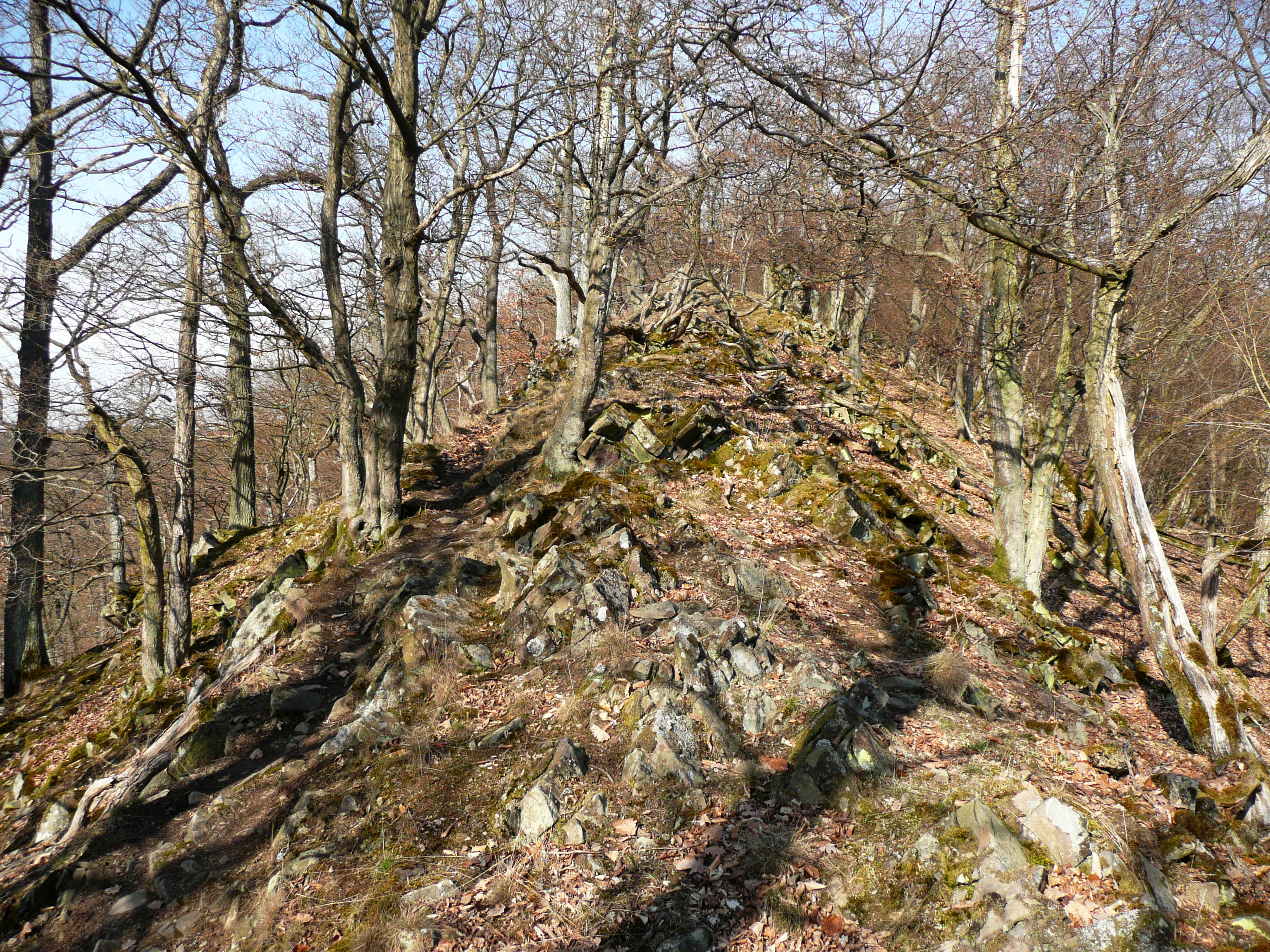
Anstieg zur Hünselburg von Süden
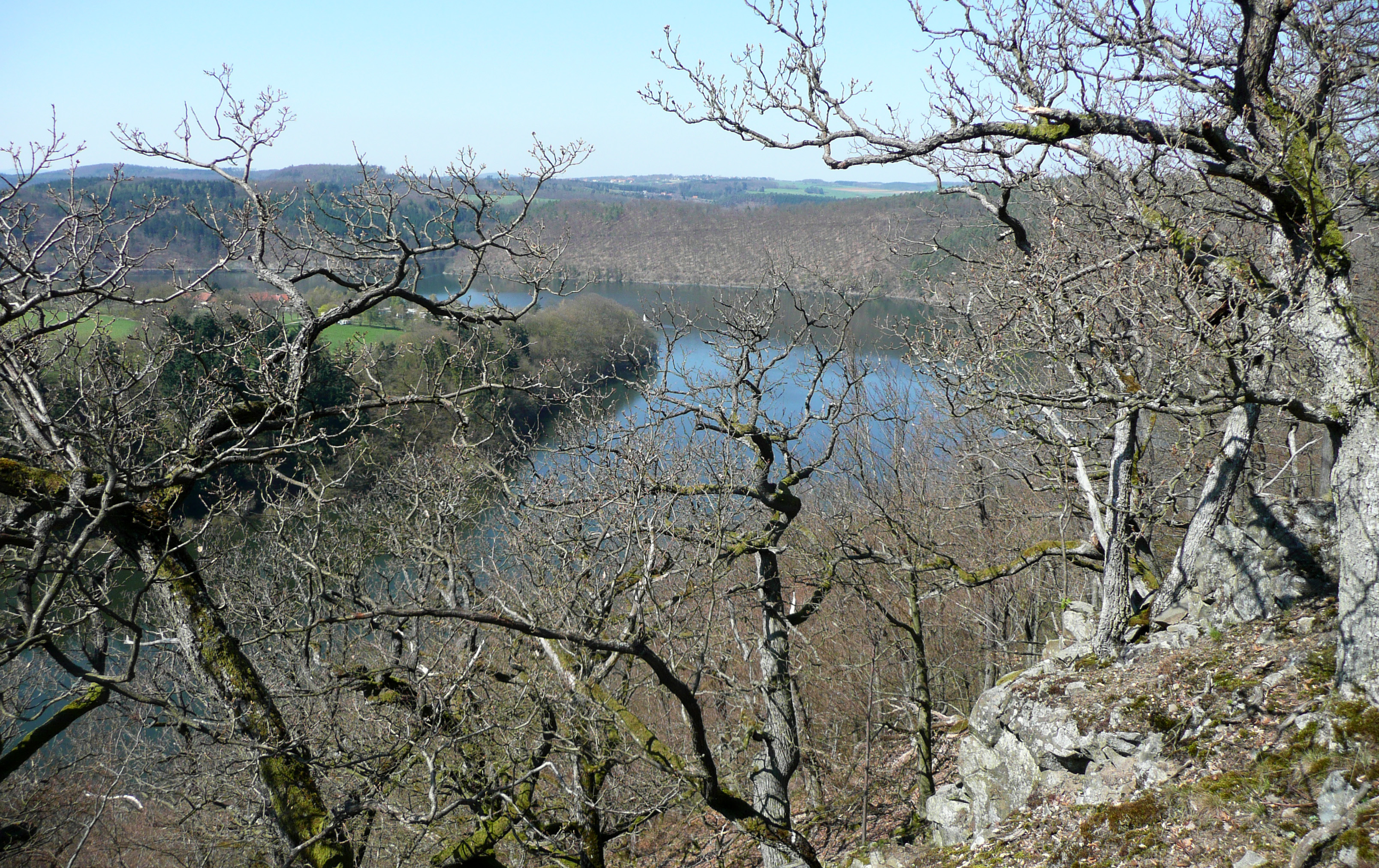
Am Anstieg zur Hünselburg von Süden mit dem Edersee im Hintergrund
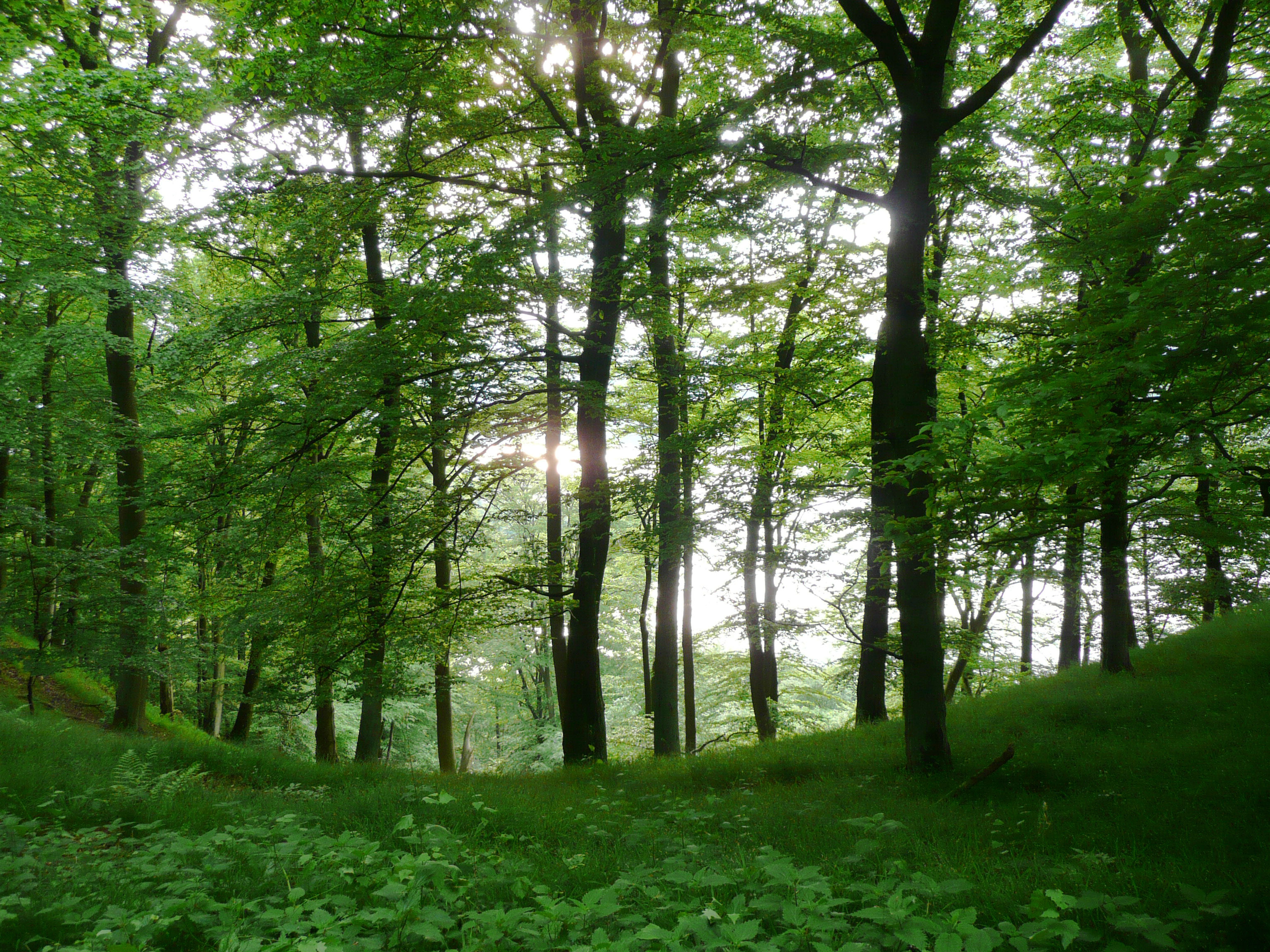
An der Hünselburg